# Afghanistan op de Olympische Zomerspelen 1956
Afghanistan nam deel aan de Olympische Zomerspelen 1956 in Melbourne, Australië.
Het was na 1936 en 1948 de derde deelname aan de Spelen. Er werd alleen in het hockey deelgenomen. Het was voor de derde keer dat de Afghaanse hockeyploeg deelnam aan de Spelen, zes spelers namen ook aan het hockeytoernooi van 1948 deel. Net als bij de twee voorgaande deelnames werd er geen medaille gewonnen.

## Deelnemers en resultaten

### Hockey
| Olympiër (deelname) | Discipline | Resultaat  | Prestatie                          |
| --- | ---------- | ---------- | ---------------------------------- |
| Bakhteyar Gulam Mangal (2) Abdul Kadir Nuristani (2) Din Mohammad Nuristani (2) Jahan Gulam Nuristani (2) Mohammad Amin Nuristani (2) Khan Nasrullah Totakhail (2) Ahmad Shah Abouwi Noor Ullah Nuristani Ramazan Nuristani Ghazi Salah-ud-Din Mohammad Anis Sherzai Najam Yahya | mannen     | 3e groep A | Groep A 0-14 IND 0- 5 SIN 5- 1 USA |

Afghanistan · Argentinië · Australië · Bahama's · België · Bermuda · Birma · Brazilië · Brits-Guiana · Bulgarije · Cambodja* · Canada · Ceylon · Chili · Colombia · Cuba · Denemarken · Duits eenheidsteam · Egypte* · Ethiopië · Fiji · Filipijnen · Finland · Frankrijk · Griekenland · Groot-Brittannië · Hongarije · Hongkong · Ierland · IJsland · India · Indonesië · Iran · Israël · Italië · Jamaica · Japan · Joegoslavië · Kenia · Liberia · Luxemburg · Malakka · Mexico · Nederland* · Nieuw-Zeeland · Nigeria · Noord-Borneo · Noorwegen · Oeganda · Oostenrijk · Pakistan · Peru · Polen · Portugal · Puerto Rico · Roemenië · Singapore · Sovjet-Unie · Spanje* · Taiwan · Thailand · Trinidad en Tobago · Tsjecho-Slowakije · Turkije · Uruguay · Venezuela · Verenigde Staten · Vietnam · Zuid-Afrika · Zuid-Korea · Zweden · Zwitserland*

*alleen deelgenomen in Stockholm